# Ojurei (Pokveshi)
Ojurei (en georgiano: ოხურეი) o Ajuri (en abjasio: Ахәри) es una aldea que pertenece a la parcialmente reconocida República de Abjasia, dentro del distrito de Ochamchire, aunque de iure es parte del municipio de Ochamchire de la República Autónoma de Abjasia de Georgia.

## Geografía
Ojurei se encuentra en una llanura entre los ríos Galidzga y Ojurei, a 7 km de Ochamchire. Anteriormente, Ojurei era un pueblo y formaba su propia entidad territorial, pero hoy la aldea se administra desde el pueblo de Pokveshi. Ojurei limita al norte con los pueblos de Pokveshi y Reka; en el este, con el pueblo de Achigvara, en el oeste con Beslajuba y al sur con Ilori.    

## Historia
El pueblo histórico de Ojurei incluía los territorios de los pueblos actuales Akuarash y Ilorgani. Según el censo de 1886, todos los residentes de la aldea fueron registrados como samurzakanos, aunque territorialmente Ojurei no formaba parte de Samurzakán.   
En 1930, se llevó a cabo una reforma administrativa en Abjasia y se trazó una nueva frontera entre las regiones de Ochamchire y Gali. La aldea de Akuarash, anteriormente ubicada en el distrito de Gali, pasó a formar parte del consejo de la aldea de Ojurei. Durante el período estalinista, un número bastante significativo de campesinos esvanos desalojados de Karacháyevo fueron reasentados en Ojurei.
A principios de la década de 1990, tras la guerra de Abjasia, toda la población esvana, así como la mayor parte de la población mingreliana, abandonaron la aldea.

## Demografía
La evolución demográfica del consejo del pueblo de Ojurei entre 1926 y 1989 fue la siguiente:
| 420                                                 | 1144 | 1692 |
| (Fuente: Population of Abkhazia since Soviet times) |      |      |

La población ha disminuido enormemente tras la guerra de Abjasia y está casi deshabitada. Según el censo soviético de 1926, los georgianos eran el 75,2% de la población; y los abjasios, el 24,8%; y los rusos, el 1,2%.